# Carlos Guidi
Carlos Guidi (ur. ?, zm. ?) – argentyński piłkarz, grający podczas kariery na pozycji napastnika.

## Kariera klubowa
Carlos Guidi podczas kariery piłkarskiej występował w klubie Tiro Federal Rosario. Z Tiro Federal wygrał lokalną Liga Rosarina de Fútbol w 1920.

## Kariera reprezentacyjna
W reprezentacji Argentyny Guidi występował w latach 1913–1917. W reprezentacji zadebiutował 31 sierpnia 1913 w wygranym 2-0 meczu z Urugwajem, którego stawką było Gran Premio de Honor Argentino.
W 1916 wystąpił w już w oficjalnych Mistrzostwach Ameryki Południowej. Na turnieju w Buenos Aires wystąpił w meczach z Chile i Brazylią. Ostatni raz w reprezentacji Guidi wystąpił 18 lipca 1917 w wygranym 2-0 meczu z Urugwajem, którego stawką było Gran Premio de Honor Uruguayo. Ogółem w barwach albicelestes wystąpił w 7 meczach, w których zdobył 1 bramkę.
| Mecze i gole w reprezentacji | Mecze i gole w reprezentacji | Mecze i gole w reprezentacji | Mecze i gole w reprezentacji | Mecze i gole w reprezentacji | Mecze i gole w reprezentacji | Mecze i gole w reprezentacji |
| #                            | Data                         | Miasto                       | Przeciwnik                   | Gol                          | Wynik                        | Rozgrywki                    |
| ---------------------------- | ---------------------------- | ---------------------------- | ---------------------------- | ---------------------------- | ---------------------------- | ---------------------------- |
| 1.                           | 31.08.1913                   | Buenos Aires                 | Urugwaj                      |                              | 2:0                          | Gran Premio                  |
| 2.                           | 06.07.1916                   | Buenos Aires                 | Chile                        |                              | 6:1                          | Copa América                 |
| 3.                           | 10.07.1916                   | Buenos Aires                 | Brazylia                     |                              | 1:1                          | Copa América                 |
| 4.                           | 15.08.1916                   | Avellaneda                   | Urugwaj                      |                              | 3:1                          | Copa Newton                  |
| 5.                           | 01.10.1916                   | Montevideo                   | Urugwaj                      |                              | 1:0                          | Gran Premio                  |
| 6.                           | 29.10.1916                   | Montevideo                   | Urugwaj                      | Gol                          | 1:3                          | towarzyski                   |
| 7.                           | 18.07.1917                   | Montevideo                   | Urugwaj                      |                              | 2:0                          | Gran Premio                  |